# Тобиас, Филлип
Филлип Тобиас (англ. Phillip Vallentine Tobias; 14 октября 1925, Дурбан — 7 июня 2012, Йоханнесбург) — южноафриканский палеоантрополог, профессор Университета Витватерсранда в Йоханнесбурге, один из ведущих специалистов в области исследования ископаемых предков человека. Учёный, трижды номинированный на Нобелевскую премию, которого называли «отцом южноафриканской палеонтологии».
Член Лондонского королевского общества (1996), иностранный член Национальной академии наук США (1987).

## Биография
Родился 24 октября 1925 года в Дурбане, провинция Натал, Южная Африка, в еврейской семье: его отец, Джозеф Ньюман Тобиас (1884—1963) родился в Портсмуте и управлял семейным магазином игрушек Tobias & Sons Bazaar, мать Фанни Розендорф (1891—1988) происходила из йоханнесбургского пригорода Иденбург, преподавала игру на фортепиано.
В 1943 он стал студентом-медиком Университета Витватерсранда в Йоханнесбурге, крупнейшем в Южной Африке. В 1951 году стал преподавателем на кафедре анатомии в Wits Medical School. Получил степени доктора наук по медицине, генетике и палеоантропологии. Получил грант Rockerfellow Travelling Fellowship, чтобы совершить поездку по Соединенным Штатам Америки. Он также проводил исследования в Кембриджском университете в Англии, который в конечном счете наградил его Почётной докторской степенью. В 1959 году он сменил своего учителя профессора Раймонда Дарта на посту главы кафедры анатомии и биологии человека (Wits Medical School), а в 1980—1982 был деканом медицинского факультета, первым рождённым в Южной Африке его руководителем.
В 1987 году за достижения в области физической антропологии получил премию Бальцана (Balzan-Preis) в размере 1 миллион швейцарских франков. В 1992 году президент ЮАР Фредерик Виллем де Кларк наградил Тобиаса «Золотым Орденом За Заслуги» (Order of Meritorious Service in Gold). В 1999 году президент ЮАР Нельсон Мандела наградил Тобиаса «Орденом Южного Креста Южной Африки» (Order of the Southern Cross of South Africa), как за научные достижения, так и за его участие в борьбе с апартеидом (Nelson Mandela: «Tobias an … iconic scientist and an anti-apartheid activist»).
Соучредитель Всемирного культурного совета.
Умер 7 июня 2012 года в Йоханнесбурге, ЮАР.

## Труды
Опубликовал более 600 статей и 33 книги, был редактором 8 книг.
- Phillip Tobias: Olduvai Gorge. Volume 4: The skulls, endocasts and teeth of Homo habilis. Cambridge University Press, Cambridge/New York 1991, ISBN 978-0-521-75886-4
- L. S. B. Leakey, P. V. Tobias und J. R. Napier: A new species of the genus Homo from Olduvai Gorge. In: Nature, Band 202, 1964, S. 7-9; doi:10.1038/202007a0, Volltext (PDF) (недоступная ссылка)
- Ronald J. Clarke, Phillip Tobias: Sterkfontein member 2 foot bones of the oldest South African hominid. In: Science, Band 269, 1995, S. 521—524, DOI:10.1126/science.7624772
- Phillip Tobias: Humanity from Naissance to Coming Millennia — в этой книги Тобиас дал всесторонний обзор достижений в области исследований эволюции человека, его биологии, таксономии, эволюции.
- Phillip Tobias: Into the Past (2006) — В этой автобиографической работе Тобиас всесторонне описывает первые 40 лет своей жизни через анекдоты, эксперименты и философские эссе.